# Ornithologie

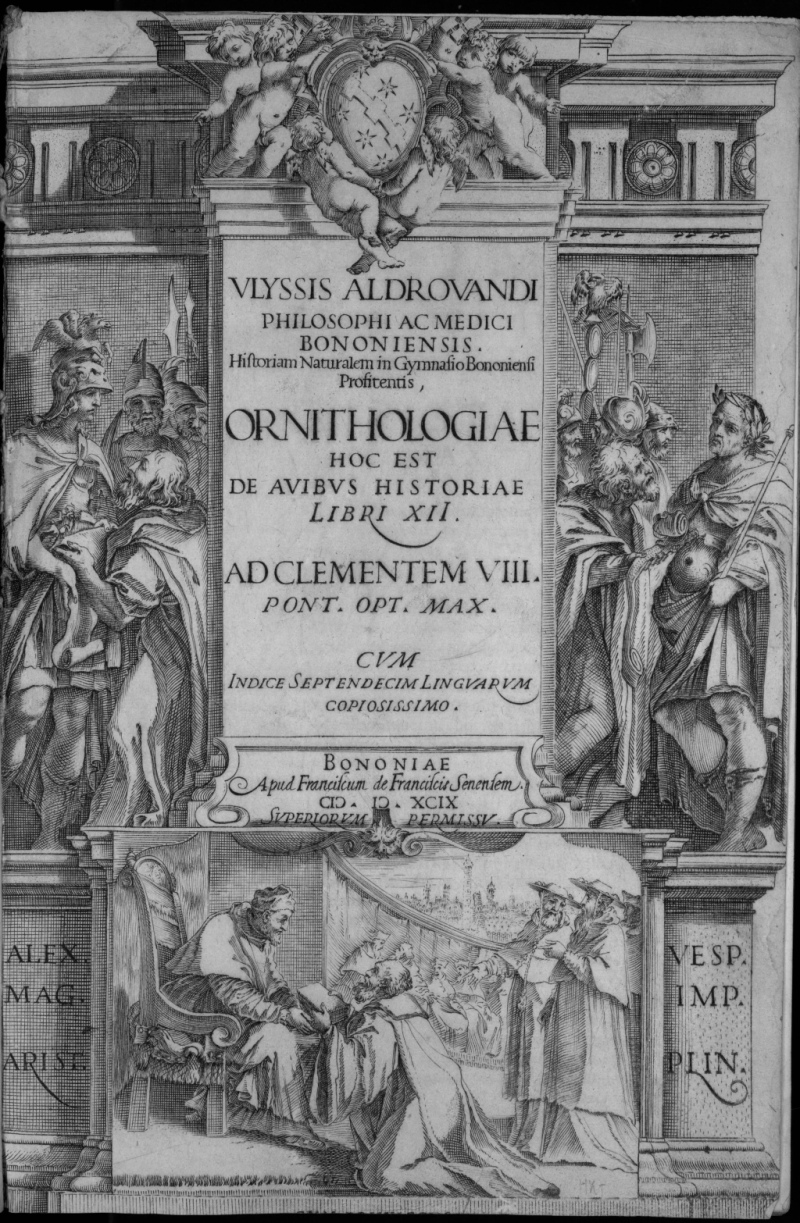
Titelblad van Ulisse Aldrovandi's boek Ornithologiae uit 1599

De ornithologie of vogelkunde (uit het Oudgrieks: ὄρνις, gen. ὄρνιθος, ornis, gen. ornithos, "vogel"; en λόγος, logos, "kennis") is een specialisatie van de zoölogie die zich bezighoudt met de bestudering van vogels. Het omvat de classificatie van soorten en observatie van gedrag, trek, zang en vliegwijze. Om onder andere meer te weten te komen over het trekgedrag en leeftijd worden vogels geringd.
Een ornitholoog is een beoefenaar van de ornithologie. Een hobby-ornitholoog is een vogelaar.

## Rol van de ornithologie als vakgebied binnen debiologie
De ornithologie heeft een lange geschiedenis en onderzoek aan vogels heeft bijgedragen aan de ontwikkeling van belangrijke concepten binnen de biologie zoals evolutie, het begrip soort, en de relatie tussen geografie en soortvormingsprocessen (eilandbiogeografie), maar ook inzichten over gedragspatronen bij dieren. Verder is onderzoek aan vogels belangrijk bij ecologisch onderzoek en het natuurbeschermingsbeleid.

Vroeger ging de ornithologie vooral over het classificeren van vogelsoorten, nu zijn vogels belangrijk voor de bestudering van tal van wetenschappelijke, biologische vragen. Vogels zijn vaak een geschikt studieobject voor het testen van meer algemene biologische theorieën. Hierbij worden tal van onderling sterk verschillende methoden en technieken gebruikt. Daarom zullen veel onderzoekers die feitelijk onderzoek aan vogels doen, zich geen ornitholoog noemen, maar eerder etholoog, moleculair bioloog, morfoloog-anatoom, populatiegeneticus of populatie-ecoloog.

## Geschiedenis

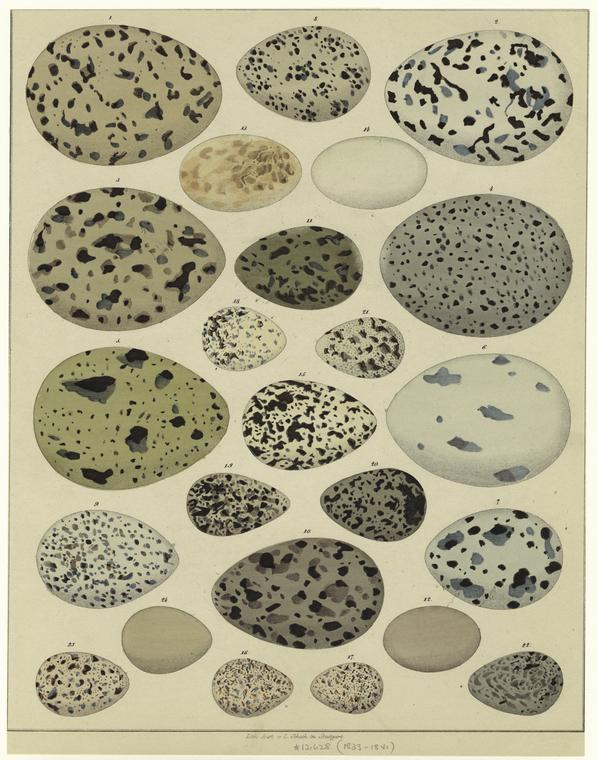
Het verzamelen van eieren vormde vroeger een belangrijk deel van de ornithologie

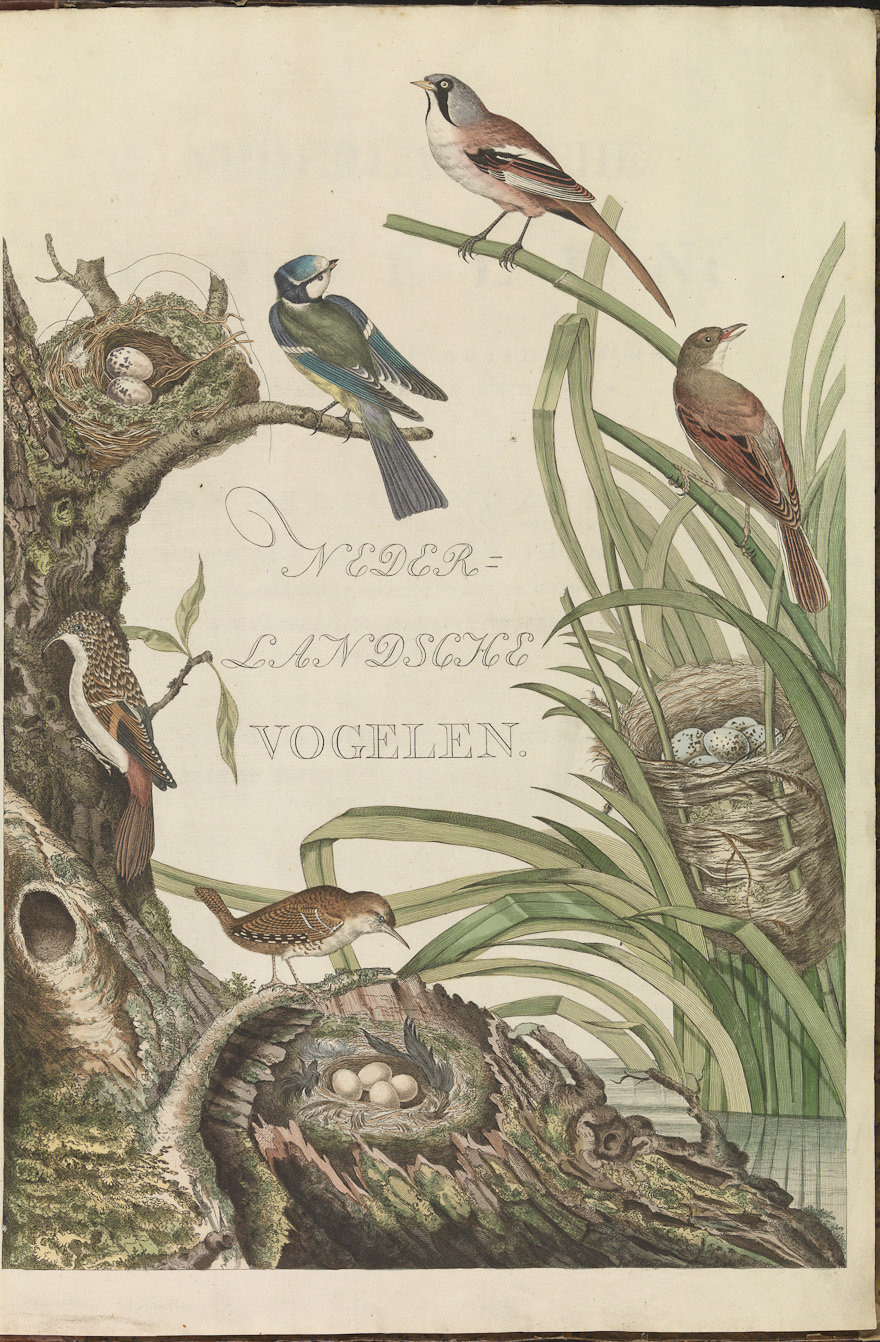
Titelblad van Nederlandsche Vogelen deel 1 van Cornelius Nozeman en Christiaan Sepp, Amsterdam 1770

Zolang de mens op aarde leeft, zijn er relaties met vogels, bijvoorbeeld als jachtbuit en als huisdier. Specifieke kennis over vogels is voor mensen dus al heel lang van belang. Kennis over het kunstmatig uitbroeden van eieren van pluimvee was er rond 400 v. Chr. (Egypte) en 246 v. Chr. (China). Aristoteles schreef al in 350 v.Chr. over de vogeltrek.
Ook de jacht met valken vergde specifieke kennis over deze vogelsoorten. Deze kennis bestond al rond 700 v. Chr. in Assyrië, maar kwam pas in de Middeleeuwen naar Europa. Een beroemd voorbeeld daarvan is het "valkenboek" De arte venandi cum avibus (De kunst van het jagen met vogels), een 13e-eeuws geïllumineerd Latijns manuscript geschreven door keizer Frederik II.
In de achttiende eeuw en negentiende eeuw ontstaat de ornithologie als wetenschap zoals die nu bestaat. Er verschijnen nauwkeurige studies aan de morfologie en de classificatie van vogels. De Nederlander Coenraad Jacob Temminck speelde hierbij een rol.

### Vakverenigingen
In 1850 werd in Duitsland het Deutsche Ornithologen-Gesellschaft opgericht als eerste vakvereniging voor ornithologen, die sinds 1853 het tijdschrift Journal für Ornithologie (sinds 2003: Journal of Ornithology) uitgeeft. In 1858 volgde Groot-Brittannië met de British Ornithologists' Union die in 1859 het eerste nummer van het ook nog steeds bestaande vaktijdschrift The Ibis liet uitkomen.
In Nederland werd in 1901 de Nederlandsche Ornithologische Vereeniging opgericht en in 1911 volgde, na onenigheid over het nut en noodzaak van vogelbescherming, de Club van Nederlandse Vogelkundigen. Op 1 januari 1957 fuseerden beide clubs tot de Nederlandse Ornithologische Unie (NOU). Deze vereniging is nog steeds de meest gezaghebbende Nederlandse vogelkundige organisatie. Zij geeft het wetenschappelijke tijdschrift Ardea uit. Dit tijdschrift heette in 1910 nog het jaarboekje van de NOV en kreeg in 1912 zijn definitieve naam. De bekende ornitholoog Rudi Drent was tussen 1974 en 2003 voorzitter van de NOU.
Ook in andere landen bestaan er ornithologische verenigingen.

### Rol van amateurs
De rol van amateurs binnen de ornithologie is altijd van groot belang geweest. Veel amateurs zijn georganiseerd in vogelwachten en -werkgroepen, verspreid over het hele land. Naar Brits voorbeeld ontstond in de jaren 1970 de behoefte om de kennis over vogels in Nederland te bundelen door het maken van een verspreidingsatlas. Hiervoor werd 10 maart 1973 een organisatie opgericht. Die werd genoemd de Stichting Ornithologisch Veldonderzoek Nederland (Sovon). De eerste atlas verscheen in 1979. Samen met de NOU geeft Sovon het blad Limosa uit dat vooral aandacht besteedt aan veldonderzoek aan vogels binnen Nederland.
De vereniging bestaat nu onder de naam Sovon Vogelonderzoek Nederland. Sovon coördineert het vogelkundig veldonderzoek dat amateurs doen: tellingen verrichten aan broedvogels en wintergasten. Overigens zijn binnen deze vereniging tientallen academisch geschoolde biologen werkzaam, waaruit blijkt dat binnen de ornithologie scherpe grenzen tussen amateurs en professionals lastig te trekken zijn. Vergelijkbare verenigingen van amateurs en professionals die zich bezighouden met onderzoek aan vogels, bestaan in diverse andere landen.
Sinds 2004 delen amateurs en professionals natuurwaarnemingen veelal via Waarneming.nl. In 2014 werden via Waarneming.nl meer dan 5 miljoen vogelwaarnemingen verzameld. Deze waarnemingen worden onder andere gebruikt door de NDFF, Centraal Bureau voor de Statistiek en Sovon.